# بچه دو صفر
بچه دو صفر (به انگلیسی: The Double 0 Kid) فیلمی محصول سال ۱۹۹۳ و به کارگردانی دی مک‌لاکلان است. در این فیلم بازیگرانی همچون کوری هایم، نیکول اگرت، جان ریس-دیویس، بریگیته نیلسن، والاس شاون، کرن بلک، ان فرانسیس و ست گرین ایفای نقش کرده‌اند.